# Drosophila subelegans
Drosophila subelegans är en tvåvingeart som beskrevs av Toyohi Okada 1988.

## Taxonomi och släktskap
Drosophila subelegans ingår i släktet Drosophila och familjen daggflugor.

## Utbredning
Artens utbredningsområde är Sri Lanka.